# Pustovětský mlýn
Pustovětský mlýn v centru obce Pustověty v okrese Rakovník je vodní mlýn, který stojí na Rakovnickém potoce ve svažitém terénu poblíž budovy původní školy a dřevěné zvoničky. Od roku 2012 je chráněn jako nemovitá kulturní památka České republiky; předmětem památkové ochrany je budova mlýna s mlýnicí, obytnou částí a průjezdem, hospodářská budova, chlívky, sklep, ohradní zeď a pozemky vymezeného areálu.

## Historie
Mlýn postavil roku 1850 tesařský tovaryš Josef Hejda na místě starého domku zděděného po otci. Z původní stavby se dochovaly sklepy s plackovou klenbou, které pocházejí pravděpodobně z 18. století.
Po roce 1887 byl mlýn v rodině Kučerových z Městečka, kteří zaplatili dluh 3000 zlatých a za kterých mlýn nejvíce prosperoval. V roce 1903 byla vodní kola nahrazena Francisovou turbínou. Jarolím Kučera mlýn přestavěl na takzvaný „umělecký“, roku 1910 vyměnil střechu a roku 1923 koupil válcovou stolici Ganz a další stroje, například loupačku Opitz.
Jarní povodeň v roce 1939 poničil jez a mlynář Varyš neměl na opravu dostatek finančních prostředků. V listopadu 1941 byl mlýn na příkaz nacistů zapečetěn a ukončil mletí. Po skončení války se Josef Varyš snažil o obnovení mlynářské živnosti v původním rozsahu, ale bezúspěšně; po smrti své ženy zemřel roku 1949. O rok později Pustovětský mlýn musel ustoupit velkomlýnu v Čisté.
Mlýnský náhon byl zasypán a přístavek lednice stržen. Další úpravy ale provedeny nebyly, proto se téměř všechno původní technologické zařízení zachovalo.

## Popis
Areál tvoří soubor dvou na sebe navazujících staveb na půdorysu písmene U. Na jihozápadní straně je situována hlavní budova mlýna s mlýnicí, obytnou částí a průjezdem. Průjezd na mlýn navazuje v úrovni patra z důvodu prudce stoupajícího terénu směrem k severu. Na severní straně na hlavní objekt s průjezdem přiléhá hospodářská budova. Na ní kolmo navazují menší kamenné klenuté chlívky, které jsou částečně zahloubené pod svažitý terén. Východně od hlavní budovy stojí samostatně sklep, který má vchod prolomený v ohradní zdi. Kamenná ohradní zeď areál na východě uzavírá.
Voda tekla na vodní kolo náhonem od jezu přes stavidlo a odtokovým kanálem se vracela zpět do potoka. V roce 1930 zde byla 1 Francisova turbína o spádu 3,7 metru a výkonu 9,5 HP.